# Esla-Campos
Esla-Campos és una comarca de la província de Lleó situada a la zona sud-est d'aquesta. Rep el seu nom del riu Esla i per ser un territori pla, a la zona de Tierra de Campos de Castella i Lleó.

## Municipis
| Nom                          |
| ---------------------------- |
| Algadefe                     |
| Cabreros del Río             |
| Campazas                     |
| Campo de Villavidel          |
| Castilfalé                   |
| Cimanes de la Vega           |
| Corbillos de los Oteros      |
| Cubillas de los Oteros       |
| Cubillas de Rueda            |
| Fresno de la Vega            |
| Fuentes de Carbajal          |
| Gordoncillo                  |
| Gradefes                     |
| Gusendos de los Oteros       |
| Izagre                       |
| Mansilla de las Mulas        |
| Mansilla Mayor               |
| Matadeón de los Oteros       |
| Matanza de los Oteros        |
| Pajares de los Oteros        |
| San Millán de los Caballeros |
| Toral de los Guzmanes        |
| Valencia de Don Juan         |
| Villademor de la Vega        |
| Villamandos                  |
| Villamañán                   |
| Villaornate y Castro         |
| Villarejo de Órbigo          |
| Villares de Órbigo           |